# Stępów
Stępów – wieś w Polsce położona w województwie łódzkim, w powiecie łowickim, w gminie Kiernozia.
Prywatna wieś szlachecka Stępowo położona była w drugiej połowie XVI wieku w powiecie gąbińskim ziemi gostynińskiej województwa rawskiego. W latach 1975–1998 miejscowość administracyjnie należała do województwa płockiego.